# Брукфорд (Північна Кароліна)
Брукфорд (англ. Brookford) — місто (англ. town) в США, в окрузі Кетоба штату Північна Кароліна. Населення — 442 особи (2020).

## Географія
Брукфорд розташований за координатами 35°42′11″ пн. ш. 81°20′40″ зх. д. / 35.70306° пн. ш. 81.34444° зх. д. (35.703137, -81.344491).  За даними Бюро перепису населення США в 2010 році місто мало площу 1,61 км², з яких 1,56 км² — суходіл та 0,05 км² — водойми.

## Демографія
Згідно з переписом 2010 року, у місті мешкали 382 особи в 182 домогосподарствах у складі 99 родин. Густота населення становила 237 осіб/км².  Було 214 помешкання (133/км²).
Расовий склад населення:
| - 86,4 % — білих - 7,6 % — чорних або афроамериканців - 2,4 % — азіатів - 0,3 % — корінних американців - 2,4 % — осіб інших рас |

До двох чи більше рас належало 1,0 %. Частка іспаномовних становила 3,4 % від усіх жителів.
За віковим діапазоном населення розподілялося таким чином: 16,2 % — особи молодші 18 років, 65,0 % — особи у віці 18—64 років, 18,8 % — особи у віці 65 років та старші. Медіана віку мешканця становила 46,3 року. На 100 осіб жіночої статі у місті припадало 92,0 чоловіків;  на 100 жінок у віці від 18 років та старших — 83,9 чоловіків також старших 18 років.
Середній дохід на одне домашнє господарство  становив 31 733 долари США (медіана — 23 750), а середній дохід на одну сім'ю — 38 105 доларів (медіана — 26 500). За межею бідності перебувало 35,8 % осіб, у тому числі 45,3 % дітей у віці до 18 років та 38,1 % осіб у віці 65 років та старших.
Цивільне працевлаштоване населення становило 150 осіб. Основні галузі зайнятості: виробництво — 24,7 %, роздрібна торгівля — 18,0 %, мистецтво, розваги та відпочинок — 16,0 %.